# 菲尔德施塔特
菲尔德施塔特（德語：Filderstadt，發音：[ˈfɪldɐˌʃtat] ⓘ）是德国巴登-符腾堡州斯图加特行政区埃斯林根县的城市，面积38.55平方千米，2023年12月31日人口为46,295人。